# Causeway Bay (MTR)
Causeway Bay (traditioneel: 銅鑼灣) is een metrostation van de Metro van Hongkong. Het is een halte aan de Island Line. 